# Drumsite
Drumsite je naselje na Božićnom otoku, u Australiji. Nalazi se na sjeveroistočnoj obali, u blizini glavnog grada, Flying Fish Cove. Stanovništvo čine Kinezi i Europljani. Na tom području postoje migracijski putovi crvenih rakova koji su zaštićeni.
Projekt Drumsite Village, novo stambeno naselje, odobrila je administracije Julie Gillard zbog zabrinutosti zbog sve većeg broja tražitelja azila na otoku, a njime upravlja tvrtka iz Queenslanda.
Dva povijesna mjesta unutar naselja, Bungalow 702 i Drumsite Industrial Area, navedena su na popisu baštine Australskog Commonwealtha .  